# Velika nagrada Pescare
Velika nagrada Pescare je bila dirka svetovnega prvenstva Formule 1, ki je potekala le v sezoni 1957 v Italiji. Zmagal je Stirling Moss z Vanwallom.

## Zmagovalci Velike nagrade Pescare
| Leto | Dirkač/a                          | Dirkalnik          | Serija                 | Dirkališče | Poročilo |
| ---- | --------------------------------- | ------------------ | ---------------------- | ---------- | -------- |
| 1961 | Lorenzo Bandini Giorgio Scarlatti | Športni dirkalniki | Ferrari 250TRI         | Pescara    | Poročilo |
| 1960 | Denny Hulme                       | Formula 2          | Cooper T52 - BMC       | Pescara    | Poročilo |
| 1957 | Stirling Moss                     | Formula 1          | Vanwall VW5            | Pescara    | Poročilo |
| 1956 | Robert Manzon                     | Športni dirkalniki | Gordini T15S           | Pescara    | Poročilo |
| 1954 | Luigi Musso                       | Formula 1/2        | Maserati 250F          | Pescara    | Poročilo |
| 1953 | Umberto Maglioli Mike Hawthorn    | Športni dirkalniki | Ferrari 375MM          | Pescara    | Poročilo |
| 1952 | Giovanni Bracco Paolo Marzotto    | Športni dirkalniki | Ferrari 250S           | Pescara    | Poročilo |
| 1951 | José Froilán González             | Formula 1          | Ferrari 375            | Pescara    | Poročilo |
| 1950 | Juan Manuel Fangio                | Formula 1          | Alfa Romeo 158         | Pescara    | Poročilo |
| 1949 | Franco Rol                        | Športni dirkalniki | Alfa Romeo 6C 2500 SS  | Pescara    | Poročilo |
| 1948 | Giovanni Bracco                   | Športni dirkalniki | Maserati A6GCS         | Pescara    | Poročilo |
| 1947 | Vincenzo Auricchio                | Športni dirkalniki | Stanguellini-Fiat 1100 | Pescara    | Poročilo |